# 루슬란과 류드밀라

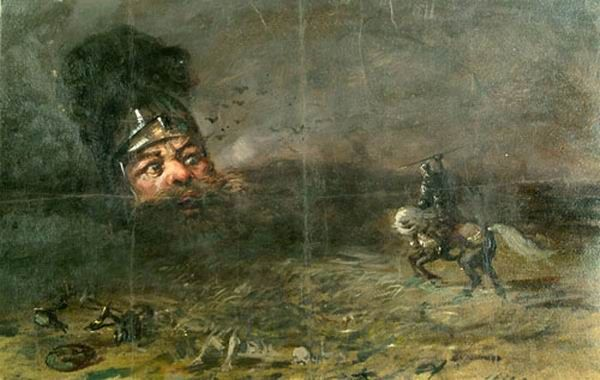

루슬란과 류드밀라(러시아어: Русла́н и Людми́ла)는 알렉산드르 푸시킨이 1820년 출판한 시이다. 서사동화로서 쓰였으며 도입부(посвящение), 6개의 칸토(canto), 1개의 에필로그로 구성된다. 키예프 루스(980년~1015년)의 블라디미르 1세의 딸 류드밀라가 한 악당 마법사에 의해 유괴되는데 용감한 기사 루슬란이 그녀를 찾아 구출하려고 시도하는 이야기를 다룬다.

## 각색
- 《루슬란과 류드밀라》(1842) - 미하일 글린카의 오페라.
- 《루슬란과 류드밀라(러시아어판)》(1914) - 러시아의 흑백 무성 영화.
- 《루슬란과 류드밀라(러시아어판)》(1938) - 소련의 흑백 영화.
- 《루슬란과 류드밀라(영어판)》(1972) - 소련의 영화.
- 《더 프린세스: 도둑맞은 공주》(Викрадена принцеса: Руслан і Людмила→도둑맞은 공주: 루슬란과 류드밀라, 2018) - 우크라이나의 3D 애니메이션 영화.

## 참고 문헌
- Dargel, Nancy (1994). 《Ruslan and Ludmilla A Novel in Verse》. New York, NY: Bergh Publishing, Inc. ISBN 0-930267-39-7.
- 페트리 리우코넨. "Alexander Pushkin". Books and Writers